# بخش کمالان
بخش کمالان یکی از بخش‌های شهرستان علی‌آباد در استان گلستان ایران است.

## تقسیمات کشوری
- بخش کمالان
  - دهستان استرآباد
  - دهستان شیرنگ

شهر: فاضل آباد

## جمعیت
بنابر سرشماری مرکز آمار ایران، جمعیت بخش کمالان شهرستان علی‌آباد در سال ۱۳۸۵ برابر با ۳۴۹۵۱ نفر بوده‌است. مردم این منطقه از قومیت طبری و سیستانی و بلوچ و ترکمن و خراسانی و ارمنی  بوده و به زبان طبری با گویش کتولی و سیستانی و بلوچی و فارسی سخن می‌گویند.